# Deopalpus australis
Deopalpus australis är en tvåvingeart som först beskrevs av Townsend 1928.  Deopalpus australis ingår i släktet Deopalpus och familjen parasitflugor. Inga underarter finns listade i Catalogue of Life.